# Bravados
Bravados (Originaltitel: The Bravados) ist ein US-amerikanischer Western des Regisseurs Henry King aus dem Jahr 1958, der auf dem gleichnamigen Roman von Frank O’Rourke basiert. In Deutschland wurde er am 1. August 1958 uraufgeführt. Der Film um einen fatalen Rachefeldzug zählt zu den besten Werken des sehr routinierten, jedoch vergleichsweise selten im US-Heimatgenre eingesetzten Regie-Handwerkers der 20th Century Fox; es war zugleich die fünfte von sechs Zusammenarbeiten Kings mit Hauptdarsteller Gregory Peck.

## Handlung
Der Rancher Jim Douglass kommt nach vergeblicher Verfolgung der vermeintlichen Mörder seiner Frau in die fiktive Kleinstadt Rio Arriba, um zu erkunden, ob die dort für den nächsten Morgen zum Tod durch den Strang verurteilten vier Bankräuber Bill Zachary, Ed Taylor, Leandro Lujan und Alfonso Parral die Gesuchten sind. Er kennt die Verbrecher zwar nicht vom Sehen, hat aber von seinem Nachbarn John Butler eine grobe Beschreibung erhalten, die auf die vier Todeskandidaten zutrifft. Es kommt zu einem unerwarteten Wiedersehen mit Josefa Velarde, mit der er vor fünf Jahren in New Orleans ein Verhältnis hatte, bevor er eine andere heiratete und Vater einer Tochter namens Helen wurde. Wegen des Verbrechens an seiner Frau ist er zu keiner Wiederbelebung der Affäre bereit. Er will Josefas Bitte zunächst auch nicht nachkommen, sie in die Kirche zu begleiten, wo eine Messe wegen des außergewöhnlichen Ereignisses abgehalten wird. Doch er überlegt es sich anders und betritt das Gotteshaus. Dies erfreut einen anderen Fremden, der sich gegenüber Sheriff Sanchez als Henker Simms ausgegeben hat. In Wirklichkeit ist er aber ein Komplize, der nun, da alle Einwohner in der Kirche sind, den vier Verurteilten zur Flucht verhilft, dabei aber schließlich selbst getötet wird. Als die vier Flüchtigen sich im örtlichen Laden Gewehre und Munition besorgen, taucht dort gerade Emma Steinmetz auf, um für ihren Vater, der in der Kirche Schmerzen bekommen hat, etwas Arznei zu besorgen. Der auf Frauen fixierte Flüchtling Zachary nimmt sie sofort als willkommene Geisel. Während sie wegreiten, alarmiert der schwerverletzte Sheriff die Einwohner.
Auf Drängen von Emmas Vater wird rasch ein Aufgebot zusammengestellt, doch Douglass will zur Verwunderung Josefas zunächst nicht mitreiten. Er vertraut auf sein Wissen über die Handlungsmuster der Verbrecher und darauf, dass er allein eine bessere Chance hat, sie aufzuspüren. Die Flüchtigen fürchten weniger das Aufgebot als vielmehr den Einzelgänger, der ihnen trotz vorausgegangener Gegenüberstellung im örtlichen Gefängnis völlig unbekannt ist. Während Douglass nun selbst die Verfolgung aufnimmt, finden die Reiter des Aufgebots die Leiche eines Unbekannten. Es handelt sich offenkundig um den echten Henker. Die Outlaws beschließen, Alfonso Parral zurückzulassen, damit dieser Douglass aus einem Hinterhalt erschießt. Douglass erkennt allerdings die Gefahr und kann den ihm auflauernden Parral im hohen Gras stellen. Douglass beschuldigt ihn des Mordes an seiner Frau und zeigt ihm ein Bild von ihr, das er in seiner Taschenuhr mit sich trägt, und obwohl Parral beteuert, sie nie zuvor gesehen zu haben, erschlägt er ihn. Danach soll Ed Taylor die Eliminierung des Unbarmherzigen übernehmen, dessen Versuch jedoch ebenfalls scheitert. Er wird von Douglass kopfüber an einem Baum aufgehängt und stirbt. Derweil hat Josefa vom Pater etwas mehr über ihren früheren Geliebten erfahren und will sich um dessen Tochter Helen kümmern, die nach dem Tod der Mutter bei mexikanischen Ranchgehilfen untergekommenen ist. Zusammen mit einem Bekannten reitet sie dem Aufgebot und Douglass nach.
Die zwei verbliebenen Gangster erreichen das Haus von John Butler, einem einsiedlerischen Silberschürfer und Nachbarn von Douglass. Butler fürchtet alsbald um sein Leben und versucht zu fliehen. Zachary erschießt ihn und fällt dann über Emma her, die er nun endlich ungestört vergewaltigen kann. Das vierte Bandenmitglied, der junge Mexikaner Leandro Lujan, untersucht die Leiche Butlers und findet ein mit Münzen gefülltes Säckchen, das Butler auf seiner Flucht vor den Verbrechern bei sich hatte, und versteckt es vor seinem Komplizen. Nachdem die beiden in Richtung der Grenze zu Mexiko aufgebrochen sind, treffen erst Douglass, dann Josefa und schließlich das Aufgebot bei der Hütte von Butler ein. Sofort kümmert man sich um die arme Emma. Später, am Grenzfluss Rio Grande, endet die Zuständigkeit der von Deputy Primo angeführten Männer, weshalb Douglass allein nach San Cristóbal weiterreitet, wo er Zachary in einer Cantina aufspürt. Auch dieser beteuert, die Frau auf dem kleinen Bild nie gesehen zu haben. Er zieht seine Waffe, wird aber vom schnelleren Douglass erschossen.
Jetzt ist nur noch Lujan übrig, welcher in der Taverne im Hintergrund geblieben war. Douglass nimmt seine Verfolgung auf. Der Mexikaner erreicht seine armselige Behausung, wo seine Frau Ángela ein krankes Kleinkind zu versorgen hat. Als er gerade etwas Wasser holt, trifft Douglass ein und bereitet die Tötung des letzten Flüchtigen vor, doch Ángela kann den Amerikaner von hinten mit einem Tonkrug niederschlagen. Als Douglass wieder zu sich kommt, will Lujan von ihm den Grund der tödlichen Mission wissen, denn auch er kennt die Frau auf dem Bild nicht, gibt aber zu, mit seinen Komplizen auf dem Weg zum Rio-Arriba-Überfall an der Douglass-Ranch vorbeigeritten zu sein. Douglass glaubt ihm nicht, denn er erkennt das Säckchen wieder, das eigentlich ihm gehört und die Ersparnisse seiner Familie enthält. Lujan beteuert, das Säckchen dem toten Butler abgenommen zu haben, und nach einigen Sekunden des Zweifelns erkennt Douglass, dass nur sein Nachbar John Butler für den Mord an seiner Frau verantwortlich sein kann. Er lässt von Lujan ab und reitet zurück. In der Kirche bittet er für seinen  blinden Rachefeldzug um Vergebung und sucht Hilfe beim Pater, der ihn damit vertröstet, dass die vier auch so hätten sterben müssen, und ihm rät, er solle Antworten im Gebet suchen. Dann kommt Josefa mit der Tochter dazu, und als das Trio die Kirche verlässt, brandet der Beifall der versammelten Einwohnerschaft auf. Der genesene Sheriff hält eine kurze Dankesrede und betont, Douglass werde für immer in den Herzen der Menschen von Rio Arriba bleiben. Douglass, der nun mit Josefa zusammenbleiben will, bedankt sich knapp und meint, er sei sich nicht sicher, ob er diesen Dank auch wirklich verdiene.

## Hintergrund
Die Außenaufnahmen des Films, gedreht in Farbe und Cinemascope, entstanden in Mexiko, allerdings nicht in der Westernhochburg Victoria de Durango, sondern westlich von Mexiko-Stadt im Bundesstaat Michoacán. Hier, in der Umgebung von Kommunen wie Morelia und Uruapan, hatte Henry King bereits Teile seines historischen Abenteuers Der Hauptmann von Kastilien
(1947) gedreht. Großen Anteil am Gelingen von Bravados hat Kameramann Leon Shamroy, ein enger Mitarbeiter Kings und vierfacher Gewinner des Oscars; seine vielen, nach dem Day-for-Night-Prinzip geschaffenen Dunkel- und Halbdunkelaufnahmen unterstreichen die düstere Handlung kongenial und bilden zu den goldgelben Innenaufnahmen speziell vom Kirchenaltar einen hervorragenden Kontrast. Weitere namhafte Beteiligte an der Produktion waren Lyle R. Wheeler (fünf Oscars) als Filmarchitekt, Walter M. Scott (sechs Oscars) als Ausstatter und Kostümdesigner Charles Le Maire (drei Oscars).

## Kritiken
Das Lexikon des internationalen Films bezeichnete den Film als „Western vor imposanter Naturkulisse, überzeugend gespielt und durchgehend spannend“. Joe Hembus merkte in seinem Western-Lexikon an, Westernfans würden dem Schicksal der von Peck dargestellten Figur nur ungern folgen, da sie unter dem Druck ihres Schicksals zerbreche. Entschädigt würden sie „durch eine Inszenierung, die souverän mit Landschaften und Konfrontationen und auch mit kühnen Einfällen […] waltet“. Phil Hardy nannte den Film in The Encyclopedia of Western Movies einen „Routinewestern“, der an fehlender schauspielerischer Intensität seitens Peck leide; die Leistung von Joan Collins würde durch ihre „üblen Reitkünste“ ruiniert. Für Thomas Jeier war Bravados in Der Western-Film einer „der besten Filme über das Thema Rache“. Auch der Evangelische Filmbeobachter lobte die Behandlung des Sujets: „Außergewöhnlicher Wildwester um das Problem der Rache. Sowohl in der Gestaltung als auch in der Darstellung gleichermaßen eindrucksvoll. Ab 16 Jahren empfehlenswert.“

## Auszeichnungen
Albert Salmi erhielt 1958 den Preis des National Board of Review in der Kategorie Bester Nebendarsteller. Bei der Vergabe der Laurel Awards landete Gregory Peck 1959 auf dem 3. Platz in der Kategorie Bester Hauptdarsteller in einem Actionfilm.

## Synchronisation
Die deutsche Synchronfassung entstand 1958 bei der Elite Film Franz Schroeder GmbH Berlin unter der Synchronregie von Alexander Welbat und nach dem Dialogbuch von Wolfgang Schick.
| Rolle          | Darsteller       | Synchronsprecher  |
| -------------- | ---------------- | ----------------- |
| Jim Douglas    | Gregory Peck     | Heinz Engelmann   |
| Josefa Velarde | Joan Collins     | Marion Degler     |
| Bill Zachary   | Stephen Boyd     | Horst Niendorf    |
| Ed Taylor      | Albert Salmi     | Rainer Brandt     |
| Lujan          | Henry Silva      | Eckart Dux        |
| Emma Steinmetz | Kathleen Gallant | Dorle Hintze      |
| Tom            | Barry Coe        | Michael Chevalier |
| Gus Steinmetz  | George Voskovec  | Robert Klupp      |
| Sheriff        | Herbert Rudley   | Curt Ackermann    |
| Alfonso Parral | Lee van Cleef    | Arnold Marquis    |
| Pater          | Andrew Duggan    | Horst Naumann     |
| Primo          | Ken Scott        | Benno Hoffmann    |
| John Butler    | Gene Evans       | Heinz Giese       |